# Dipsas jamespetersi
Dipsas jamespetersi är en ormart som ingår i släktet Dipsas och familjen snokar.
Inga underarter finns listade i Catalogue of Life.
Arten förekommer i Anderna i södra Ecuador och norra Peru. Den vistas i regioner som ligger 1250 till 3210 meter över havet. Habitatet utgörs främst av torra skogar, savanner och buskskogar. På den östra sidan av Anderna är vädret lite fuktigare. Honor lägger ägg.
I Ecuador är skogsavverkningar ett större hot mot beståndet. Där är arten sällsynt. I Peru är den vanligt förekommande. IUCN listar Dipsas jamespetersi som livskraftig (LC).